# Јалмари Ескола
Јалмари Ескола (фин. Jalmari Johannes « Lauri » Eskola; Каринајнен, 16. новембар 1886 — Турку, 7. јануар 1958) био је фински атлетичар, који се такмичио у трчању на дуге стазе и крос такмичењима.
Представљао је Финску на Летњим олимпијским играма 1912. у Стокхолму. Такмичио се у кросу у обе дисциплине: појединачно и екипно. Појединачно је био четврти , а екипно где су се сабирали појединачни резултати тројице најбољих из сваке екипе, (екипе су бројале до 10 чланова) освојио сребрну медаљу. Чланови епипе који су освојили бодове: Ханес Колемајнен (1), Ескола (4) и Албин Стенрос (6).